# ヴィルヘルム・フールマン

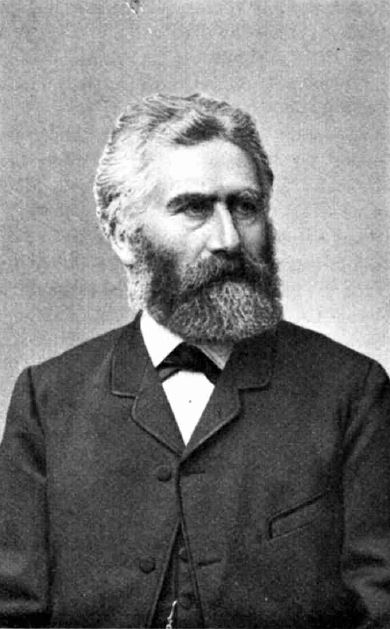
ヴィルヘルム・フールマン

ヴィルヘルム・フェルディナンド・フールマン（Wilhelm Ferdinand Fuhrmann、1833年2月28日 – 1904年6月11日）は、ドイツの数学者。フールマン円やフールマン三角形の由来となった人物である。

## 生涯
フールマンは1833年2月28日にブルク・バイ・マグデブルクで誕生。水夫として働いた後、学業に戻りケーニヒスベルクのアルトシュタット・ギムナジウムに入学。当時の教師は、フールマンが数学と地理に対する関心・才能があることに気づいた。1853年に卒業した後、フールマンはケーニヒスベルク大学で数学と物理学を学んだ。当時のフールマンについて、同級生の一人は「彼はクラスで最も才能があり勤勉な学生であった」と記憶している。だがフールマンはその才能にもかかわらず、大学でのキャリアを追求せず、卒業後はケーニヒスベルクのブルクシューレで数学・科学の教師となった。フールマンは1860年に学校に就職した後、1904年に没するまで同校に勤めた。
フールマンはいくつもの数学的な主題について、いくつもの書籍・多数の論文を著している。フールマンの業績は初等幾何学に対する関心・貢献として知られている。フールマンは初等幾何学を主題とした著書『Synthetische Beweise planimetrischer Sätze』で後世に影響を与えた。1890年にはベルギーの数学雑誌『Mathesis』で論文『Sur un nouveau cercle associé à un triangle』を発表した。この論文でフールマンは、後に彼の名前が付けられた円と三角形について述べている。

## フールマンの定理
Synthetische Beweise planimetrischer Sätze においてフールマンは、トレミーの定理の拡張となる定理を示した。これは、フールマンの定理と呼ばれる。
凸な円に外接する六角形について、順に辺をそれぞれa, b', c, a', b, c'とする。辺a, a'のそれぞれの両端でない六角形の2頂点を結ぶ対角線長をeとし、b, b'とc, c'について、f, gを同様に定める。このとき、efg = aa'e + bb'f + cc'g + abc + a'b'c' が成立する。

## 業績

### 論文
- Transformationen der Theta-Funktionen (1864)
- Einige Untersuchungen über die Abhängigkeit geometrischer Gebilde (1869)
- Einige Anmerkungen der projektiven Eigenschaften der Figuren (1875)
- Aufgaben über Kegelschnitte (1879)
- Aufgaben aus der niederen Analysis (1886)
- Der Brocardsche Winkel (1889)
- "Sur un nouveau cercle associé à un triangle". In: Mathesis, 1890 (English translation)
- Sätze und Aufgaben aus der sphärischen Trigonometrie (1894)
- Beiträge zur Transformation algebraisch-trigonometrischer Figuren Teil 1 (1898)
- Beiträge zur Transformation algebraisch-trigonometrischer Figuren Teil 2 (1899)
- Kollineare und orthologische Dreiecke (1902)
- Aufgaben aus der analytischen Geometrie (1904, post mortem)

### 書籍
- Synthetische Beweise planimetrischer Sätze. Berlin: L. Simion, 1890. Heute: Wentworth Press, 2018, ISBN 9780270116830 (online copy in the Internet Archive)
- Kollineare und orthologische Dreiecke. Königsberg: Hartung, 1902.
- Wegweiser in der Arithmetik, Algebra und niedern Analysis. Leipzig: Teubner, 1886.